# Alois Ludwig Walter
Alois Ludwig Walter (* 8. September 1820 in Warmbad-Judendorf; † 16. Oktober 1900 in Villach) war ein österreichischer Badehausbetreiber und Politiker.

## Leben
Walter war der Sohn des Badewirts Jakob Innozenz Walter (* 28. Dezember 1790; † 8. Februar 1841) und dessen Ehefrau Maria Antonia geb. Bossi verw. Achatz (* 22. April 1780; † 23. März 1844). Er heiratete Maria Theresia Komploier (* 1820; † 24. Juni 1842). Sein Schwiegervater war Anton Komploier. Aus der Ehe gingen keine Kinder hervor. Nach dem Tod der ersten Ehefrau heiratete er am 3. Mai 1846 in zweiter Ehe Josefine Kasmannhuber (* 18. Januar 1824; † 27. Juni 1896). Aus der zweiten Ehe gingen drei Söhne und sechs Töchter hervor. 
Walter war Besitzer und Betreiber des Warmbades-Villach, dass er am 28. April 1839 von seinen Eltern übergeben bekam. Von 1847 bis 1848 ließ er ein neues Kurhauses („Walterhof“) bauen und betrieb die Erneuerung des Badehauses (1852 vollendet) und Errichtung eines Kurparkes. Im Jahr 1897 übergab er seine Besitzungen.
Walter war Gründungsmitglied des Rudervereins Villach von 1881.

## Politik
Alois Ludwig Walter war Gemeinderat und Bürgermeister der Gemeinde St. Martin bei Villach. 
Nach dem Tod von Ferdinand von Findenigg wurde Josef Rabl in den Kärntner Landtag gewählt. Nach dessen Rücktritt am 31. Oktober 1865 wurde Walter am 11. Dezember 1865 als Landtagsabgeordneter gewählt und am 20. Dezember 1865 angelobt. Er war bis zum 2. Januar 1867 Abgeordneter für den Wahlbezirk Landgemeinden (Villach, Paternion, Rosegg).